# Wiki Loves Monuments

De 35 deltagande länderna 2012.

De deltagande länderna 2013

De deltagande länderna 2017

Wiki Loves Monuments (WLM) är en årlig internationell fototävling som genomförs under september månad och organiseras av Wikipediagemenskapen. Deltagarna tar bilder av historiska byggnader och kulturarv i sina hemtrakter och laddar upp dem till Wikimedia Commons. Målet med aktiviteten är att lyfta fram kulturarven i de deltagande länderna.
Den första Wiki Loves Monuments-tävlingen hölls 2010 i Nederländerna. Året därpå spreds den till andra länder i Europa, och enligt Guinness rekordbok bröt 2011 års tävling världsrekordet för största fototävling. 2012 spreds tävlingen utanför Europa och samlade totalt 35 deltagande länder och över 350 000 foton.